# Jean-Baptiste Dubois (Musiker)
Jean-Baptiste Alphonse Dubois (* 19. Januar 1870 in Gent, Belgien; † 4. Juli 1938 in Montreal) war ein kanadischer Cellist, Dirigent und Musikpädagoge.

## Leben und Wirken
Dubois studierte Cello am Konservatorium von Gent bei Jean-Baptiste Rappé und Jules De Swert und unterrichtete hier selbst von 1885 bis 1891. Auf Einladung von Ernest Lavigne kam er nach Montreal, wo er bis 1894 Erster Cellist und Dirigent des Orchesters des Sohmer Parks war. Daneben war er von 1893 bis 1896 Erster Cellist beim Orchester der Opéra Français.
Von 1896 bis 1910 wirkte er als Erster Cellist beim Montreal Symphony Orchestra unter Guillaume Couture und Joseph-Jean Goulet, mit dem er auch als Solist auftrat. Daneben war er als Kammermusiker aktiv: als Mitglied des Haydn-Trios 1896–1898 mit Émery Lavigne und Joseph-Jean Gagnier und des Mendelssohn-Trios 1905–1906; als Gründer des Beethoven-Trios mit Albert Chamberland und Maria Heynberg 1907 und des Dubois String Quartet 1910, das er bis zu seinem Tode leitete.
Weiterhin wirkte er als Dirigent verschiedener Orchester und unterrichtete am Collège de Montréal (1896), am McGill Conservatory (1904), am Conservatoire National (nach 1906) und an der Canadian Academy of Music (1914). Er gründete 1893 die öffentlichen Solfège-Kurse, die er bis 1903 leitete. Zu seinen Schülern zählten Rosario Bourdon, Hermann Courchesne, Suzette Forgues, Napoléon Dansereau, Roland Leduc, Brahm Sand und sein eigener Sohn Jules. Von seinen Kompositionen erlangte die Élegie für Cello und Klavier einige Popularität.
Dubois war der Schwiegervater von Louis-Honoré und Rosario Bourdon. Sein Sohn Jules Dubois (* 1902 in Montreal; † 1977 ebenda) wirkte als Cellist in verschiedenen Orchestern und unterrichtete Cello und Solfège. Er verfasste die Schrift Théorie élémentaire de musique (Montreal 1961).
| Personendaten    | Personendaten                                   |
| ---------------- | ----------------------------------------------- |
| NAME             | Dubois, Jean-Baptiste                           |
| ALTERNATIVNAMEN  | Dubois, Jean-Baptiste Alphonse                  |
| KURZBESCHREIBUNG | kanadischer Cellist, Dirigent und Musikpädagoge |
| GEBURTSDATUM     | 19. Januar 1870                                 |
| GEBURTSORT       | Gent                                            |
| STERBEDATUM      | 4. Juli 1938                                    |
| STERBEORT        | Montreal                                        |